# 中国人民解放军海军特色医学中心
中国人民解放军海军特色医学中心，原称中国人民解放军第四五五医院，由上海市济民医院和教会医院发展而来，2018年9月在中国人民解放军第四五五医院和海军医学研究所基础上合并组建，位于上海市长宁区淮海西路338号，隶属中国人民解放军海军军医大学，为三级甲等医院。

## 外部連結
- 官方网站